# Liste der Kulturgüter in Val Terbi
Die Liste der Kulturgüter in Val Terbi enthält alle Objekte in der Gemeinde Val Terbi im Kanton Jura, die gemäss der Haager Konvention zum Schutz von Kulturgut bei bewaffneten Konflikten, dem Bundesgesetz vom 20. Juni 2014 über den Schutz der Kulturgüter bei bewaffneten Konflikten sowie der Verordnung vom 29. Oktober 2014 über den Schutz der Kulturgüter bei bewaffneten Konflikten unter Schutz stehen.
Objekte der Kategorie A sind im Gemeindegebiet nicht ausgewiesen, Objekte der Kategorie B sind vollständig in der Liste enthalten, Objekte der Kategorie C fehlen zurzeit (Stand: 1. Januar 2023).

## Kulturgüter
| Foto |                                                                               | Objekt                                                                               | Kat. | Typ | Standort                                             | Beschreibung |
| ---- | ----------------------------------------------------------------------------- | ------------------------------------------------------------------------------------ | ---- | --- | ---------------------------------------------------- | ------------ |
| ja   | Datei hochladen · Wikidata zu Pfarrkirche Saint-Blaise (Q29785357)            | Pfarrkirche Saint-Blaise / Église paroissiale Saint-Blaise KGS-Nr.: 03485            | B    | G   | Corban, Rue de l’Église 7 603124 / 243839            |              |
| ja   | Datei hochladen · Wikidata zu Château de Raymontpierre (Q2970347)             | Schloss Raymontpierre / Château de Raymontpierre KGS-Nr.: 03620                      | B    | G   | Vermes, Château de Raimontpierre 109 600751 / 240488 |              |
| ja   | Datei hochladen · Wikidata zu Saint-Pierre-et-Saint-Paul (Vermes) (Q29785512) | Kirche Saint-Pierre-et-Saint-Paul / Église Saint-Pierre-et-Saint-Paul KGS-Nr.: 03621 | B    | G   | Vermes, Rue de l’Eglise 12 602656 / 242091           |              |
| ja   | Datei hochladen · Wikidata zu Kirche Notre-Dame du Rosaire (Q29785511)        | Kirche Notre-Dame-du-Rosaire / Église Notre-Dame-du-Rosaire KGS-Nr.: 03622           | B    | G   | Vicques, Route Principale 32 598284 / 244163         |              |